# Herneith
| D2 | R25 |

| D2 | R25 |

Herneith là vương hậu Ai Cập cổ đại, sống thời Vương triều thứ Nhất. Herneith có nghĩa là "Khuôn mặt của Neith".

## Tiểu sử
Vẫn chưa xác định được cha mẹ của Herneith. Herneith có thể là vợ của pharaon Djer nhưng chưa có chứng cứ rõ ràng. Nhà khảo cổ Tyldesley cho rằng Herneith có thể là mẫu thân của pharaon Den, nhưng phần lớn những người trong ngành khảo cổ đều cho rằng Merneith mới là mẫu thân của Den.
Grajetzki cho rằng mặc dù Herneith được tìm thấy tại Saqqara và tên của bà có mối liên hệ đến ngôi vị vương hậu, tuy nhiên việc tìm ra các bằng chứng để chứng minh giả thiết này là vô cùng khó khăn. Nếu giả thiết này là chính xác, Herneith sẽ là người nắm giữ danh hiệu "Người phối ngẫu của hai vị pharaon đầu tiên".
Một ngôi mộ lớn tại Saqqara (ngôi mộ số S3507) được cho là của Herneith. Chữ khắc trên nhiều chiếc bình được tìm thấy trong ngôi mộ có đề cập đến Vua Djer, Vua Den và Vua Qa'a. Ngôi mộ là thuộc loại mộ mastaba được xây bằng gạch bùn.

## Tác phẩm văn học
- Walter B. Emery: Great Tombs of the First Dynasty III. London 1958, S. 73–97.